# Исаис, Маурисио
Маурисио Андре Исаис (исп. Mauricio André Isaís; род. 9 апреля 2001, Браунвуд, Техас) — мексиканский футболист, защитник клуба «Леон».

## Клубная карьера
Исаис — воспитанник клубов «Атлетико Морелия», американского «Норт Каролина Фьюжн» и «Пачука». В 2018 году он был включён в заявку на сезон последнего. В 2019 году Маурисио на правах аренды перешёл в «Леон». 26 января 2020 года в матче против «Пачуки» он дебютировал в мексиканской Примере. По окончании аренды игрок вернулся обратно. 16 апреля 2022 года в матче против «Хуарес» он дебютировал за основной состав «Пачуки». 28 октября в поединке против «Толуки» Маурисио забил свой первый гол за клуб. В том же году он помог команде выиграть чемпионат. 
Летом 2023 года Исаис перешёл в «Толуку». В матче против «Некаксы» он дебютировал за новый клуб. 

## Международная карьера
В 2023 году в составе олимпийской сборной Мексики Исаис принял участие в домашних Панамериканских играх.

## Достижения
Клубные
 «Пачука»
- Победитель мексиканской Примеры — Апертура 2022